# Allokoenenia afra
Allokoenenia afra is een spinnensoort in de taxonomische indeling van de Palpigradi.
Het dier komt uit het geslacht Allokoenenia. Allokoenenia afra werd in 1913 beschreven door Silvestri.